# Jayme Matarazzo
Jayme Monjardim Matarazzo Filho (Rio de Janeiro, 20 de novembro de 1985) é um ator brasileiro.

## Biografia
Jayme Matarazzo nasceu no Rio de Janeiro. Mudou-se para São Paulo aos cinco anos de idade com sua mãe, Fernanda Lauer, e sua irmã, Maria Fernanda Matarazzo, onde residiu até os 21 anos de idade.
Em São Paulo, aos 16 anos, formou sua banda, Seu Bené e os Poetas da Malandragem, ao lado de amigos do colégio. Aos 20, foi morar na Califórnia, onde permaneceu por quatro meses, trabalhando numa estação de esqui e fazendo shows em um cassino. Ao voltar para o Brasil entrou na faculdade de cinema da Fundação Armando Álvares Penteado (FAAP), em São Paulo, mas não concluiu o curso, pois se mudou para o Rio de Janeiro para trabalhar com seu pai. Ao ingressar na carreira de ator, teve de abandonar a banda por conta dos compromissos assumidos.
Jayme é descendente da Família Matarazzo, entretanto, afirma não ter muito contato com os outros membros da família. Jayme é filho do diretor Jayme Monjardim e da produtora Fernanda Lauer. Também é neto de André Matarazzo e da cantora Maysa. Além de ser bisneto de Amália Matarazzo e trineto de Francesco Matarazzo. Jayme também é descendente Barão de Monjardim sendo trineto deste.

## Carreira
Aos 21 anos mudou-se para o Rio de Janeiro para trabalhar com o pai, como assistente de direção na minissérie Maysa: Quando Fala o Coração. Nessa época, Jayme pretendia se dedicar à mesma carreira que seu pai, direção de arte. Porém, quando estava trabalhando na minissérie, que conta a vida de sua avó paterna, teve sua primeira oportunidade como ator. Jayme representou seu pai, quando jovem, na trama. Diante dessa nova experiência, decidiu se tornar ator.
Atuou na novela da Rede Globo, Escrito nas Estrelas, como protagonista, em 2010. Também atuou no filme de Arnaldo Jabor, A Suprema Felicidade. Jayme concluiu seu papel como Príncipe Felipe na telenovela da Globo Cordel Encantado, na qual teve grande sucesso e onde repetiu  a parceria romântica com a atriz Nathalia Dill, que interpretou seu par romântico, Doralice, na novela. Em 2012, interpretou o grafiteiro Rodinei na novela das sete Cheias de Charme, e em 2013  interpretou o playboy Maurício, um dos seis protagonistas de Sangue Bom. Em 2014, é anunciado no elenco de Sete Vidas, no papel de protagonista, repetindo a parceria com a atriz Isabelle Drummond. Em 2016, co-protagoniza a novela Haja Coração como o apaixonado Giovanni. Em 2017, viveu o vilão Fernão na novela das seis Tempo de Amar.

## Vida pessoal
Jayme mantinha desde meados de 2007 um relacionamento com a arquiteta carioca Mila Barbosa. O casal terminou o relacionamento em setembro de 2010, reatou meses depois e teve o fim definitivo um ano depois.
Em 10 de novembro de 2016 se casou com a publicitária e empresária gaúcha Luiza Tellechea, sua namorada há 4 anos. Os dois foram apresentados por seu pai, Jayme Monjardim, que é amigo da tradicional família da moça. A cerimônia religiosa ocorreu na capela do Cristo Redentor e um jantar foi oferecido aos convidados na Mansão das Heras, residência do pai do ator. Em 5 de fevereiro de 2021 nasceu Antônio, o primeiro filho do casal.

## Filmografia

### Televisão
| Ano  | Título                         | Personagem                                                   | Notas                                  |
| ---- | ------------------------------ | ------------------------------------------------------------ | -------------------------------------- |
| 2009 | Maysa: Quando Fala o Coração   | Jayme Monjardim                                              |                                        |
| 2010 | Escrito nas Estrelas           | Daniel Aguillar Damián Ramírez López                         |                                        |
| 2011 | Cordel Encantado               | Príncipe Felipe Henrique Avignon de Toledo de Seráfia do Sul |                                        |
| 2012 | Cheias de Charme               | Rodinei Maximiliano de Lima                                  |                                        |
| 2013 | Sangue Bom                     | Maurício Vasquez                                             |                                        |
| 2014 | Didi e o Segredo dos Anjos     | Miguel                                                       | Especial de fim de ano                 |
| 2015 | Sete Vidas                     | Pedro Martins Vieira                                         |                                        |
| 2016 | Haja Coração                   | Giovanni Rigoni Di Marino                                    |                                        |
| 2017 | Malhação: Pro Dia Nascer Feliz | Renato Dias Cordeiro                                         | Episódios: "19 de janeiro–12 de abril" |
| 2017 | Tempo de Amar                  | Fernão Coelho de Abreu Moniz                                 |                                        |
| 2022 | Além da Ilusão                 | Padre Tenório Marques                                        |                                        |
| 2024 | Família É Tudo                 | Luca Baggio                                                  |                                        |

### Cinema
| Ano  | Título                     | Personagem |
| ---- | -------------------------- | ---------- |
| 2010 | A Suprema Felicidade       | Paulo      |
| 2011 | Teus Olhos Meus            | Otávio     |
| 2014 | Didi e o Segredo dos Anjos | Miguel     |

### Videoclipe
| Ano  | Artista      | Música              | Notas             |
| ---- | ------------ | ------------------- | ----------------- |
| 2010 | Banda Zignal | "Primeira Namorada" | Com Cecília Dassi |

## Prêmios e indicações
| Ano  | Prêmio                    | Categoria             | Trabalho             | Resultado |
| ---- | ------------------------- | --------------------- | -------------------- | --------- |
| 2010 | Prêmio Extra de Televisão | Melhor Ator Revelação | Escrito nas Estrelas | Indicado  |
| 2010 | Prêmio Qualidade Brasil   | Melhor Ator Revelação | Escrito nas Estrelas | Indicado  |
| 2010 | Capricho Awards           | Melhor Ator Nacional  | Escrito nas Estrelas | Indicado  |
| 2010 | Capricho Awards           | Colírio Nacional      | Escrito nas Estrelas | Indicado  |
| 2011 | Prêmio Contigo! de TV     | Melhor Ator de Novela | Escrito nas Estrelas | Indicado  |